# Ташко Ширилов
Ташко Ширилов (на македонска литературна норма: Ташко Ширилов) е писател, поет и преводач от Северна Македония.

## Биография
Ташко Ширилов е роден на 20 август 1938 година в леринското село Горничево, Гърция. Изселва се в СФРЮ като дете бежанец от Гръцката гражданска война (1946 – 1949). Завършва френска филология в Скопския университет, по-късно е председател на Съюза на литературните преводачи в Югославия. Заедно с Паскал Гилевски издава независимия вестник „За македонцките работи“ (1971 – 1972). Работи като новинар във вестник „Вечер“, а след това в дружеството на литературните преводачи на Северна Македония и издава вестник „Огледало“. Превежда от френски на македонска литературна норма Виктор Юго, Стендал, Александър Дюма, Мопасан, Жул Верн, Сен-Джон Перс.